# Annitella pyrenaea
Annitella pyrenaea är en nattsländeart som först beskrevs av Navás 1930.  Annitella pyrenaea ingår i släktet Annitella och familjen husmasknattsländor. Inga underarter finns listade i Catalogue of Life.